# 학성여객
학성여객자동차(學成旅客自動車)는 부산광역시 동래구 사직동 151-1번지에 본사를 둔 시내버스 운송 업체이고, 계열사로는 수영구의 시내버스 회사인 용화여객, 금정구의 택시회사인 신진교통이 있으며, 참고로 울산광역시의 시내버스 운수업체인 학성버스와는 아무런 관련이 없다.

## 주요 연혁
- 1969년 11월 25일 설립

## 차고지
- 부산광역시 동래구 미남로 58 (사직동) (본사: 전 노선 시종착 및 관리)

## 운행 노선
- ● 57번 : 사직동 ↔ 미남역 ↔ 부산경상대학 ↔ 망미주공 ↔ 부산지방병무청 ↔ 서면 ↔ 부산진시장
- ● 83-1번 : 민락동 ↔ 민락수변공원 ↔ 금련산역 ↔ 경성대학교 ↔ 자유시장 ↔ 서면 ↔ 초읍동 ↔ 사직운동장 ↔ 사직동 (이 노선은 용화여객과 공동배차한다.)
- ● 105번 : 사직동 ↔ 거제역 ↔ 연산역 ↔ 충렬사역 ↔ 반여농산물도매시장 ↔ 정관산업로 ↔ 정관박물관

## 차량
- 현대 뉴 슈퍼 에어로시티
- 현대 저상 뉴 슈퍼 에어로시티
- 현대 일렉시티